# جورج غراي
جورج غراي (بالإنجليزية: George Robert Gray)‏ (و. 1808 – 1872 م) هو أحيائي، وعالم طيور، وعالم حيوانات، وعالم حشرات، من المملكة المتحدة، ولد في تشيلسي، لندن، وكان عضوًا في الجمعية الملكية، توفي في لندن، عن عمر يناهز 64 عاماً.